# Derek Muller
Derek Alexander Muller (Traralgon, Australia, 9 de noviembre de 1982) es un divulgador científico, director y presentador de televisión de origen australiano-canadiense. Es conocido por ser el creador del famoso canal de YouTube Veritasium. Muller ha aparecido como presentador de televisión en el programa de televisión Australiano Catalyst desde 2008 y como corresponsal en la serie web de Netflix Bill Nye Saves the World desde 2017.

## Biografía y educación
Muller nació de padres sudafricanos en Traralgon, Victoria (Australia), y se trasladó a Vancouver (Columbia Británica, Canadá) cuando tenía 18 meses. En el año 2000, Muller se graduó en la Escuela Secundaria de West Vancouver. En 2004, se graduó en la Universidad de Queen en Kingston (Ontario) con una licenciatura en Ciencias Aplicadas a la Ingeniería Física.
Se trasladó a Australia para estudiar cine, pero en su lugar se matriculó para un doctorado en investigación sobre educación de ciencias físicas en la Universidad de Sydney, que completó en 2008 con una tesis: "Designing Effective Multimedia for Physics Education." Uno de los principales objetivos de su doctorado fue desarrollar técnicas y estrategias pedagógicas que ayuden a los estudiantes a aprender física de forma más eficaz y ayudar a los profesores a aplicar estas técnicas. Seguía buscando una carrera creativa, pero no encontró un camino directo.

## Carrera
Muller ha sido miembro del equipo del programa de televisión Australiano Catalyst desde el 2008. En enero de 2011, creó el canal de YouTube Veritasium, cuyo objetivo es «abordar conceptos científicos contraintuitivos, generalmente comenzando con la discusión de ideas con el público en general». Sus trabajos han aparecido en Scientific American, Wired, Gizmodo e i09.
Desde 2011, Muller ha continuado sus apariciones en Catalyst, presentando informes sobre temas científicos de todo el mundo, y en el canal de televisión australiano Ten, donde aparece como «Why Guy» («El hombre por qué») en el programa Breakfast. En mayo del 2012 ofreció una conferencia en TEDxSydney explicando el tema de su tesis. En julio de 2012, creó un segundo canal de YouTube, 2veritasium. Muller utiliza esta nueva plataforma para editorializar sobre temas tales como la realización de videos y las reacciones de los espectadores a videos populares de su canal principal, Veritasium. Al 6 de diciembre de 2018, el canal tenía 288 videos subidos, 5.008.158 suscriptores y 464.007.465 vistas de videos. En el 2015, presentó el documental Uranium - Twisting the Dragon's Tail, que se emitió entre julio y agosto en varias estaciones de televisión públicas en todo el mundo.
El 21 de septiembre de 2015, Muller fue presentador de los Premios de la Google Science Fair de 2015.
El 24 de noviembre de 2015, Muller reveló en Reddit, durante una sesión de Ask Me Anything que había grabado un pódcast con Henry Reich, creador de MinutePhysics, el cual fue lanzado el 26 de noviembre de 2015.
En agosto de 2018 se lanzó el documental de Genepool Productions, Vitamania: The Sense and Nonsense of Vitamins (Vitamanía: el sentido y los disparates de las vitaminas), presentado por Muller. La película responde cuestiones sobre las vitaminas y el uso de suplementos dietarios de las mismas.

### Veritasium y otros canales de YouTube
En enero de 2011, Muller creó el canal educativo de ciencia Veritasium en YouTube, cuyo objetivo es "abordar conceptos contraintuitivos en la ciencia, generalmente comenzando por debatir ideas con miembros del público" Los vídeos varían en estilo, desde entrevistas con expertos, como el Premio Nobel de Física 2011 Brian Schmidt, hasta experimentos científicos, dramatizaciones, canciones y, un sello distintivo de su canal, entrevistas con el público para descubrir conceptos erróneos sobre la ciencia. El nombre Veritasium es una combinación de la palabra latina para verdad, Veritas, y el sufijo común a muchos elementos, -ium. Así se crea Veritasium, un "elemento de la verdad", un juego de palabras con la frase popular y una referencia a los elementos químicos. En su logotipo, que es una marca registrada desde 2016, el número "42,0" se asemeja a un elemento de la tabla periódica. El número fue elegido por ser "La respuesta a la pregunta definitiva sobre la vida, el universo y todo" en la famosa novela de Douglas Adams.
En julio de 2012, Muller creó un segundo canal de YouTube, 2veritasium. Muller utiliza la nueva plataforma para producir vídeos editoriales en los que se discuten temas como la realización de películas, mostrando imágenes entre bastidores, y para las reacciones de los espectadores a los vídeos populares de Veritasium.
En 2017, Muller comenzó a subir vídeos en su canal más reciente, Sciencium, dedicado a vídeos sobre descubrimientos recientes e históricos de la ciencia.

### Recepción
Los vídeos de Veritasium han recibido elogios por parte de la crítica. Dos de los primeros vídeos de Veritasium mostraron la física de un resorte de juguete que se cae. En Science Online 2012, el vídeo "Mission Possible: Graphene" ganó el Festival de Cine Científico Cyberscreen y, por tanto, fue presentado en Scientific American como el vídeo de la semana. Un vídeo en el que se desacredita la idea errónea de que la luna está más cerca de lo que está, fue recogido por CBS News.
Después de que se publicara un vídeo en el que Muller aparecía conduciendo un coche impulsado por el viento, equipado con una enorme hélice giratoria, más rápido que el viento, el profesor de física de la UCLA Alexander Kusenko no estaba de acuerdo con la afirmación de que navegar a favor del viento más rápido que el viento era posible dentro de las leyes de la física, e hizo una apuesta científica con Muller de 10.000 dólares a que no podía demostrar que la aparente mayor velocidad no se debía a otros factores incidentales. Muller aceptó la apuesta, y la firma de un acuerdo de apuesta por las partes fue presenciada por Bill Nye y Neil deGrasse Tyson. En un vídeo posterior, Muller demostró el efecto con un carro modelo en condiciones que descartaban efectos extraños. Kusenko aceptó la apuesta.

### Vida personal y familia
Después de mudarse a Los Ángeles, Muller conoció a Raquel Nuno, una científica planetaria con la que se casó. Tienen cuatro hijos.